# Кардіфф Метрополітен Юніверсіті
ФК «Кардіфф Метрополітен Юніверсіті» (валл. Clwb Pêl-droed Prifysgol Met Caerdydd) — валлійський футбольний клуб з міста Синкоед, заснований у 2000 році. Виступає у Прем'єр-лізі. Домашні матчі приймає на стадіоні «Синкоед Кампус», потужністю 1 620 глядачів.

## Історія назв
- 1984—1990 — «АФК Кардіфф»
- 1990—1996 — «Інтер Кардіфф»
- 1996—1999 — «Інтер CabelTel»
- 1999—2000 — «Інтер Кардіфф»
- 2000—2012 — «UWIC Інтер Кардіфф»
- 2012- — «Кардіфф Метрополітан Юніверсіті»

## Досягнення
- Кубок Уельсу з футболу
  - Володар (1): 1999
- Кубок валлійської ліги
  - Володар (1): 2019
  - Фіналіст (2): 2018, 2022.